# تأثير جسيمات الفضة النانوية على البيئة
تأثير جسيمات الفضة النانوية على البيئة، بِيعَ في عام 2015 عدد 251 مليون أنبوبة معجون أسنان في الولايات المتحدة. يَحتوي الأنبوب الواحد على نحو 170 جرامًا من معجون الأسنان، مما يؤدي إلى غَسل حوالي 43 كيلوطنًا من معجون الأسنان في أنظمة المياه سنويًا. يَشتمل معجون الأسنان على جسيمات الفضة النانوية، المعروفة أيضًا بالنانو فضة أو AgNPs، إلى جانب مركبات أخرى.
يحتوي كل أنبوب من معجون الأسنان على حوالي 91 ملليغرام من جسيمات الفضة النانوية، مع دخول حوالي 3.9 طن من جسيمات الفضة النانوية إلى البيئة سنويًا. لا تُزال جسيمات الفضة النانوية تمامًا من الماء أثناء عملية معالجة مياه الصرف الصحي، مما قد يؤدي إلى آثار بيئية ضارة.

## جسيمات الفضة النانوية في معجون الأسنان
تُستخدم جسيمات الفضة النانوية في تحفيز التفاعلات الكيميائية وتصوير رامان والتعقيم المضاد للميكروبات. بالإضافة إلى خصائصها المضادة للميكروبات، فإن سميتها الخلوية الثديية المنخفضة تجعل هذه الجسيمات إضافة شائعة إلى منتجات المستهلك. يؤدي غسل المنسوجات المدمجة بجسيمات الفضة النانوية إلى أكسدة وتحويل الفضة المعدني إلى كلوريد الفضة (AgCl).
تختلف الخصائص الفيزيائية والكيميائية لجسيمات الفضة النانوية عن أيون الفضة الحر، Ag+، وتتمتع بزيادة الخصائص البصرية والكهرومغناطيسية والحفزية. يمكن للجسيمات التي يبلغ بعدها أحد الأبعاد 100 نانومتر أو أقل أن تولد أنواع الأكسجين التفاعلية. قد تمر الجسيمات الأصغر حجمًا التي يقل حجمها عن 10 نانومتر عبر أغشية الخلية وتتراكم داخلها. كما وجد أن جسيمات الفضة النانوية تلتصق بأغشية الخلية، مما يؤدي في النهاية إلى تبديد القوة الدافعة للبروتون، مما يؤدي إلى موت الخلية.
يمكن لجسيمات الفضة النانوية الأكبر من فتحات القنوات الأيونية الغشائية أن تسد القنوات بسهولة، مما يؤدي إلى تعطيل نفاذية الغشاء والنقل. ومع ذلك، فقد ثبت أن الفعالية المضادة للميكروبات لجسيمات الفضة النانوية تقل عند إذابتها في وسائط سائلة.
يعد أيون الفضة الحر سامًا بشكل محتمل للبكتيريا والعوالق في الماء. يمكن لأيون الفضة المشحون إيجابًا أيضًا الالتصاق بجدران الخلايا السالبة الشحنة للبكتيريا، مما يؤدي إلى تعطيل الإنزيمات الخلوية، وتعطيل نفاذية الغشاء، وفي النهاية، تحلل الخلية وموتها. ومع ذلك، لا تُلاحظ سميتها على الكائنات الحية الدقيقة بشكل واضح لأن أيون الفضة الحر يوجد بتركيزات منخفضة في أنظمة معالجة مياه الصرف الصحي والبيئة الطبيعية بسبب تعقيده مع روابط مثل الكلوريد والكبريتيد والثيوكبريتات.

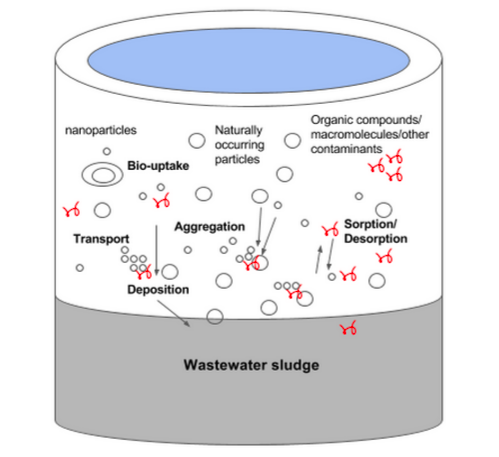
صُورت بعض حالات تفاعلات جسيمات النانو الفضية في أنظمة معالجة مياه الصرف الصحي.

### معالجة مياه الصرف الصحي
تذهب غالبية جسيمات الفضة النانوية في المنتجات الاستهلاكية إلى البالوعة وفي النهاية تُطلق في أنظمة الصرف الصحي وتصل إلى محطات معالجة مياه الصرف الصحي. لا يقوم الفحص الأولي وإزالة الرمل في معالجة مياه الصرف الصحي بتصفية جسيمات الفضة النانوية تمامًا، وقد تؤدي معالجة التخثر إلى مزيد من الترسب في مياه الصرف الصحي. تتضمن عملية معالجة مياه الصرف الصحي الثانوية أنظمة النمو المعلق التي تسمح للبكتيريا بتفكيك المواد العضوية داخل الماء. قد تتجمع أي جسيمات فضة نانوية لا تزال معلقة في الماء على هذه الكائنات الحية الدقيقة، مما قد يؤدي إلى قتلها بسبب آثارها المضادة للميكروبات. بعد المرور عبر كلتا عمليتي المعالجة، في النهاية تُودع جسيمات الفضة النانوية في البيئة.
غالبية الأجزاء المغمورة من محطات معالجة مياه الصرف الصحي هي عديمة الأكسجين وغنية بالكبريت. أثناء عملية معالجة مياه الصرف الصحي، إما أن تظل جسيمات الفضة النانوية كما هي أو تتحول إلى أيونات فضة حرة أو تتجمع مع الروابط أو تتكتل. يمكن لجسيمات الفضة النانوية أيضًا أن تلتصق برواسب مياه الصرف الصحي الموجودة في كل من الرواسب الطينية والنفايات السائلة. تُزال أيونات الفضة في مياه الصرف الصحي بكفاءة بسبب ارتباطها القوي بالكلوريد أو الكبريتيد.
يُرتبط معظم الفضة الموجودة في مياه الصرف الصحي الصادرة من محطات معالجة مياه الصرف الصحي بالكبريت المخفض مثل مجموعات الثيول العضوية والكبريتيدات غير العضوية. تميل جسيمات الفضة النانوية أيضًا إلى التراكم في الوحل النشط، والشكل السائد للفضة الموجودة في رواسب الصرف الصحي هو كبريتيد الفضة(Ag2S). لذلك، فإن معظم الفضة الموجودة في محطات معالجة مياه الصرف الصحي تكون في شكل جسيمات فضة نانوية أو رواسب فضية مثل Ag2S وكلوريد الفضة(AgCl).
تعتمد كمية راسب الفضة المتكون على انطلاق أيونات الفضة، والذي يزداد مع زيادة تركيز الأكسجين المذاب وانخفاض درجة الحموضة. تمثل أيونات الفضة حوالي 1٪ من إجمالي الفضة بعد تعليق جسيمات الفضة النانوية في الماء المتهوية. لذلك، في بيئات معالجة مياه الصرف الصحي عديمة الأكسجين، غالبًا ما يكون انطلاق أيونات الفضة ضئيلاً، وتبقى معظم جسيمات الفضة النانوية في مياه الصرف الصحي في شكل جسيمات الفضة النانوية الأصلية. يمكن أن يؤدي وجود المواد العضوية الطبيعية أيضًا إلى تقليل معدلات الذوبان التأكسدي وبالتالي معدل انطلاق أيونات الفضة الحرة. قد تؤدي الأكسدة البطيئة لجسيمات الفضة النانوية إلى تمكين مسارات جديدة لنقلها إلى البيئة.

### التحول في البيئة
تخضع جسيمات النانو الفضية التي تمر عبر محطات معالجة مياه الصرف الصحي لتحولات في البيئة من خلال تغييرات في حالة التجميع، وحالة الأكسدة، وهطول المراحل الثانوية، أو اشتراب الأنواع العضوية. يمكن أن تؤدي هذه التحولات إلى تكوين المحاليل الغروانية. كل واحد من هذه الأنواع الجديدة يحتمل أن يكون له آثار سامة لم تُفحص بالكامل بعد.

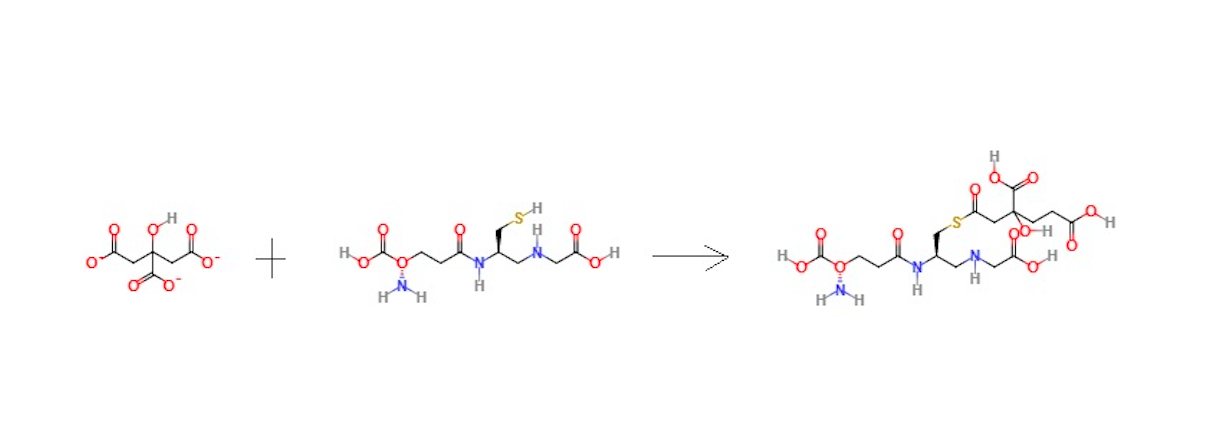
رد فعل الاسترة للسيترات والجلوتاثيون

تحتوي معظم جسيمات النانو الفضية في المنتجات على هيكل غلاف عضوي حول نواة من Ag0. غالبًا ما يُنشئ هذا الغلاف باستخدام مجموعات وظيفية للأحماض الكربوكسيلية، عادةً باستخدام السترات، مما يؤدي إلى الاستقرار من خلال الامتزاز أو الارتباط التساهمي للمركبات العضوية. في مياه البحر، يتفاعل الجلوتاثيون مع السترات لتكوين ثيوإستر عن طريق الاسترة.
تظهر ثيوإسترات قوى تنافر كهروستاتيكية بسبب مجموعات الأمين الوظيفية وحجمها، مما يمنع التجميع. تضعف هذه القوى التنافرية الكهروستاتيكية بواسطة أيونات مضادة في المحلول، مثل +Ca2 الموجودة في مياه البحر. توجد أيونات الكالسيوم بشكل طبيعي في مياه البحر بسبب تجوية الصخور الكلسية، وتسمح باذابة الجسيمات المغلفة بالأكسيد عند تركيزات إلكتروليت منخفضة.
هذا يؤدي إلى تجميع جسيمات النانو الفضية على ثيوإسترات في مياه البحر. عندما يحدث التجميع، تفقد جسيمات النانو الفضية سميتها الميكروبية، ولكن لديها تعرض أكبر في البيئة للكائنات الحية الأكبر حجمًا. لم تُحدد هذه الآثار بالكامل بعد، ولكن قد تكون خطرة على صحة الكائن الحي عن طريق التضخيم البيولوجي.

#### التفاعلات الكيميائية في مياه البحر
| منتجات الذوبان (K sp ) للمواد الصلبة المحتوية على الفضة | منتجات الذوبان (K sp ) للمواد الصلبة المحتوية على الفضة |
| ------------------------------------------------------- | ------------------------------------------------------- |
| {\displaystyle {\ce {Ag2O}}}                            | 4.00 × 10 −11                                           |
| {\displaystyle {\ce {Ag2CO3}}}                          | 8.46 × 10 −12                                           |
| كلوريد الفضة                                            | 1.77 × 10 −10                                           |
| {\displaystyle {\ce {Ag2S}}}                            | 5.92 × 10 −51                                           |
| {\displaystyle {\ce {Ag2SO4}}}                          | 1.20 × 10 −5                                            |

تعد جسيمات الفضة النانوية غير مستقرة حراريا ديناميكيا في البيئات المؤكسدة. في مياه البحر، لا يفضل أكسيد الفضة ديناميكيا عندما يكون الكلوريد والكبريت موجودان. على السطح حيث يتواجد الأكسجين بكميات أكبر بكثير من الكلوريد أو الكبريت، يتفاعل الفضة لتشكيل طبقة سطحية من أكسيد الفضة. وقد ثبت أن هذه الأكسدة تحدث في الجسيمات النانوية أيضًا، على الرغم من غلافها.
إذابة Ag2O في الماء:
{\displaystyle {\ce {Ag2 O + H2 O -> 2Ag- + 2 OH-}}}

يساعد الحجم النانوي للجسيمات في الأكسدة حيث تزيد مساحتها السطحية الأصغر من جهدها التأكسدي. تذوب طبقة أكسيد الفضة بسهولة في الماء بسبب قيمة Ksp المنخفضة لها وهي 4×10−11.
تفاعلات الأكسدة المحتملة للفضة:
{\displaystyle {\ce {Ag + O2 -> Ag+ + O2-}}}
{\displaystyle {\ce {4Ag + O2 -> 4Ag+ + 2 O2-}}}
في مياه البحر الهوائية الحمضية، يمكن أن يحدث أكسدة الفضة من خلال التفاعل التالي:
أكسدة الفضة في مياه البحر:
{\displaystyle {\ce {2Ag{}_{(s)}+ 1/2O2 {}_{(aq)}+ 2H+ {}_{(aq)}<=> 2 Ag+ {}_{(aq)}+ H2O {}_{(l)}}}}
يشكل تكوين أيونات {\displaystyle {\ce {Ag+}}} هذه مصدر قلق للصحة البيئية، حيث تتفاعل هذه الأيونات بحرية مع المركبات العضوية الأخرى، مثل الأحماض الهومية، وتخل بالنظام البيئي الطبيعي. ستتفاعل أيونات {\displaystyle {\ce {Ag+}}} هذه أيضًا مع{\displaystyle {\ce {Cl-}}} لتكوين مجمعات مثل {\displaystyle {\ce {AgCl2-}}}، {\displaystyle {\ce {AgCl3^2-}}}، و{\displaystyle {\ce {AgCl4^3-}}}، وهي أشكال حيوية من الفضة قد تكون أكثر سمية للبكتيريا والأسماك من جسيمات الفضة النانوية. يوفر الهيكل المنقوش لجسيمات الفضة النانوية للكلوريد خطوات تنوية مفضلة لحدوث النواة.
رد فعل الفضة مع الكلوريد:
{\displaystyle {\ce {Ag+ + Cl- -> AgCl}}}
{\displaystyle {\ce {AgCl{}_{(s)}+ Cl- {}_{(aq)}-> AgCl2- {}_{(aq)}}}}
كما ثبت أن الفضة يتفاعل بسهولة مع الكبريت في الماء. سوف تتفاعل أيونات {\displaystyle {\ce {Ag+}}} الحرة مع كبريتيد الهيدروجين({\displaystyle {\ce {H2S}}}) في الماء لتكوين راسب {\displaystyle {\ce {Ag2S}}}.
تفاعل الفضة والكبريت في مياه البحر:
{\displaystyle {\ce {2Ag{}_{(aq)}+ H2S{}_{(aq)}-> Ag2S{}_{(s)}+ H2{}_{(aq)}}}}
{\displaystyle {\ce {H2S}}} ليس المصدر الوحيد للكبريت الذي سيرتبط به الفضة بسهولة. مركبات الكبريت العضوية، التي تنتجها الكائنات المائية، تشكل معقدات كبريتيد مستقرة للغاية مع الفضة. تتفوق الفضة على المعادن الأخرى للحصول على الكبريت المتاح، مما يؤدي إلى انخفاض عام في الكبريت المتاح بيولوجيًا في البيئة. وبالتالي، فإن تكوين {\displaystyle {\ce {Ag2S}}} يحد من كمية الكبريت المتاح بيولوجيًا ويساهم في تقليل سمية جسيمات الفضة النانوية على بكتيريا النترتة.

#### تأثير الجسيمات على البكتيريا
أظهرت التجارب أن الجسيمات النانوية الفضية تمنع نمو البكتيريا النترجة ذاتية التغذية (86±3%) بشكل أكبر من أيونات الفضة {\displaystyle {\ce {Ag+}}} (42±7%) أو غراوانيات كلوريد الفضية {\displaystyle {\ce {AgCl}}} (46±4%). كما لوحظ تثبيط نمو البكتيريا غير ذاتية التغذية (55±8%) في الإشريكية القولونية بشكل أفضل عند تركيزات منخفضة، بين 1.0 و 4.2 ميكرومتر. وهذا أقل من تأثير أيونات الفضة (~100%)، لكن أكبر من تأثير غراوانيات كلوريد الفضية (66±6%). السبب الفعلي لهذه النتائج غير محدد، حيث تختلف ظروف النمو وخصائص الخلية بين البكتيريا النترجة والإشريكية القولونية غير ذاتية التغذية. تُظهر الدراسات التي أجريت في بيئات البحيرات الطبيعية استجابة أقل من العوالق البكتيرية مقارنة بالبيئات المختبرية عند تعرضها لتركيزات مماثلة من الجسيمات النانوية الفضية. قد يكون ذلك بسبب ارتباط أيونات الفضة الحرة بالمادة العضوية المذابة في بيئات البحيرات، مما يجعل أيونات الفضة غير متاحة.
داخل معجون الأسنان، أظهرت أيونات الفضة تأثيرًا أقوى على البكتيريا سالبة الجرام مقارنة بالبكتيريا موجبة الجرام. مقارنة بالجسيمات النانوية الأخرى، مثل الذهب، تميل الفضة إلى أن يكون لها تأثير مضاد للميكروبات أوسع نطاقًا، وهذا سبب آخر لإدراجها في العديد من المنتجات. تكون أيونات الفضة أقل فعالية ضد البكتيريا موجبة الجرام بسبب الطبقة السميكة من الببتيدوجليكان حولها والتي تفتقر إليها الأنواع سالبة الجرام. يتكون حوالي نصف جدار الببتيدوجليكان من أحماض التيكويك المرتبطة بروابط فوسفات ثنائي الأستر، مما يؤدي إلى شحنة سالبة إجمالية في طبقة الببتيدوجليكان. قد تحبس هذه الشحنة السالبة أيونات الفضة الموجبة وتمنعها من دخول الخلية وتعطيل تدفق الإلكترونات.

#### سمية الجسيمات في البيئات المائية
من أكثر أنواع جسيمات النانوية الفضية ذات الصلة البيئية أهمية كلوريد الفضة في النظم البيئية البحرية والثيويلات العضوية في النظم البيئية الأرضية. بمجرد دخول{\displaystyle {\ce {Ag^0}}} إلى البيئة، يُؤكسد إلى {\displaystyle {\ce {Ag+}}}. من بين الأنواع المحتملة المتكونة في مياه البحر، مثل {\displaystyle {\ce {Ag2S}}} وكربونات الفضة{\displaystyle {\ce {Ag2CO3}}}، فإن {\displaystyle {\ce {AgCl}}} هو الأكثر تفضيلاً من الناحية الديناميكية الحرارية بسبب استقراره وقابليته للذوبان ووفرة {\displaystyle {\ce {Cl-}}} في مياه البحر. أظهرت الأبحاث أن جسيمات النانوية الفضية المؤكسدة جزئيًا قد تكون أكثر سمية من تلك المعدة حديثًا.
كما وجد أن الفضة يذوب أكثر في المحلول عندما يكون الرقم الهيدروجيني منخفضًا وقد حدث التبييض. يؤدي هذا التأثير، مقترنًا بتحمض المحيطات وزيادة أحداث تبييض الشعاب المرجانية، إلى تأثير مركب لتراكم الفضة في النظام البيئي البحري العالمي. يمكن أن تتراكم أيونات {\displaystyle {\ce {Ag+}}} الحرة المتكونة وتمنع تنظيم تبادل أيوني {\displaystyle {\ce {Na+}}} و{\displaystyle {\ce {Cl-}}} داخل خياشيم الأسماك، مما يؤدي إلى حموضة الدم والتي تكون قاتلة إذا تركت دون علاج. بالإضافة إلى ذلك، يمكن للأسماك أن تتراكم الفضة من خلال غذائها. يمكن للعوالق النباتية، التي تشكل المستوى الأساسي لسلاسل الغذاء المائية، امتصاص وتجميع الفضة من محيطها.
مع تناول الأسماك للعوالق النباتية، يتراكم الفضة داخل نظامها الدوراني، مما ثبت أنه يؤثر سلبًا على الأسماك الجنينية، مسببًا تشوهات في الحبل الشوكي واضطراب نظم القلب. الفئة الأخرى من الكائنات الحية المتأثرة بشدة بجسيمات الفضة النانوية هي الرخويات ذوات الصدفتين. تقوم الرخويات ذوات الصدفتين التي تتغذى بالترشيح بتراكم جسيمات الفضة بتركيزات أكبر بـ 10000 مرة من التركيزات المضافة إلى مياه البحر، وقد ثبت أن أيونات {\displaystyle {\ce {Ag+}}} شديدة السمية بالنسبة لها.
يتكون الأساس لسلاسل الغذاء المعقدة من الميكروبات، وهذه الكائنات هي الأكثر تأثراً بجسيمات الفضة النانوية. تتسلسل هذه التأثيرات إلى المشاكل التي وصلت الآن إلى مستوى يمكن ملاحظته. مع ارتفاع درجات الحرارة العالمية وانخفاض درجة الحموضة المحيطية، ستكون بعض الأنواع، مثل المحار، أكثر عرضة للتأثيرات السلبية للجسيمات الفضة النانوية لأنها ستكون تحت ضغط.